# مسابقات جهانی ترامپولین ۲۰۰۷
مسابقات جهانی ترامپولین ۲۰۰۷ بیست و پنجمین دوره مسابقات جهانی ترامپولین است که در کبک، کانادا از ۳۱ اکتبر تا ۳ نوامبر ۲۰۰۷ میلادی برگزار شده است.

## جدول مدال‌ها
| رتبه | کشور                | طلا | نقره | برنز | مجموع |
| ۱    | روسیه               | ۷   | ۲    | ۲    | ۱۱    |
| ۲    | کانادا              | ۴   | ۲    | ۱    | ۷     |
| ۳    | چین                 | ۳   | ۴    | ۰    | ۷     |
| ۴    | ایالات متحده آمریکا | ۱   | ۱    | ۳    | ۵     |
| ۵    | ژاپن                | ۱   | ۱    | ۱    | ۳     |
| ۶    | اوکراین             | ۰   | ۱    | ۱    | ۲     |
| ۷    | بریتانیا            | ۰   | ۰    | ۲    | ۲     |
| ۸    | بلاروس              | ۰   | ۰    | ۲    | ۲     |
| ۹    | استرالیا            | ۰   | ۰    | ۱    | ۱     |
| ۱۰   | سوئیس               | ۰   | ۰    | ۱    | ۱     |
| ۱۱   | فرانسه              | ۰   | ۰    | ۱    | ۱     |